# Jonah Kusi-Asare
Jonah Daniel Kusi-Asare (* 4. Juli 2007 in Solna) ist ein schwedisch-ghanaischer Fußballspieler. Der Stürmer steht seit Februar 2024 beim FC Bayern München unter Vertrag.

## Familie
Er ist der Sohn des Fußballspielers Jones Kusi-Asare und wurde in Solna in der Nähe von Stockholm geboren, während sein Vater dort beim Djurgårdens IF aktiv war.

## Karriere

### Verein
Kusi-Asare spielte knapp zehn Jahre lang für die Jugendmannschaften von IF Brommapojkarna. Im Januar 2023 wechselte er zu AIK Solna. Am 28. August 2023 gab er gegen Varbergs BoIS in der Allsvenskan sein Debüt für die A-Mannschaft von AIK, wobei er im Alter von 16 Jahren, 1 Monat und 24 Tagen der jüngste AIK-Spieler aller Zeiten wurde. Er beendete die Saison 2023 mit vier Einsätzen in der Allsvenskan.
Anfang Februar 2024 wechselte Kusi-Asare in das Nachwuchsleistungszentrum des FC Bayern München. Bis zum Ende der Saison 2023/24 kam er sechsmal für die A-Junioren (U19) in der A-Junioren-Bundesliga Süd/Südwest zum Einsatz und erzielte drei Tore. Zudem spielte der Stürmer zweimal in der UEFA Youth League und damit erstmals auf internationaler Bühne. Zur Saison 2024/25 wurde der 17-Jährige in die zweite Mannschaft integriert, die in der viertklassigen Regionalliga Bayern spielt. Anfang Dezember 2024 stand er unter Vincent Kompany erstmals in der Bundesliga im Spieltagskader, wurde allerdings nicht eingewechselt. Die Wintervorbereitung im Januar 2025 absolvierte er mit der ersten Mannschaft und kam in Testspielen zum Einsatz. Zu seinem Bundesligadebüt kam er am 26. April 2025 (31. Spieltag) beim 3:0-Sieg im Heimspiel gegen den 1. FSV Mainz 05 mit Einwechslung für Harry Kane in der 88. Minute. In der Vorbereitung auf die Saison 2025/26 erzielte Kusi-Asare am 7. August 2025 in der 80. Minute mit dem 4:0 sein erstes Tor für die Profimannschaft des FC Bayern im Testspiel gegen Tottenham Hotspur.

### Nationalmannschaft
Kusi-Asare absolvierte als Jugendnationalspieler bisher Spiele in verschiedenen Altersklassen (U16 und U17). Aufgrund seiner Abstammung wäre er auch für Finnland und Ghana spielberechtigt, da seine Mutter aus Finnland und sein Vater aus Ghana stammt.

## Titel
- Deutscher Meister: 2025